# Convulsión febril
Una convulsión febril es un evento convulsivo, generalmente inofensivo, en un niño precipitado o inducido por fiebre y en ausencia de una infección cerebral, de la médula espinal o de cualquier otra causa neurológica subyacente. Las convulsiones febriles usualmente ocurren en menos del 5% de niños entre las edades de 6 meses a 12 años, suelen ocurrir por una contracción de los músculos al estar expuestos a un gran calor interno.

## Epidemiología
En Europa y América del Norte se ven afectados entre 2-5% de los niños por demás sanos, entre el 5-10% de los niños en la India y 6-9% de todos los niños en Japón. En general, es más frecuente en niños entre seis meses a cinco años de edad con la edad pico de incidencia entre el mes 14 y 18 de vida. Antes del séptimo mes de vida, y después de los 5 años de edad, las convulsiones febriles son muy raras. Aparecen con una frecuencia algo mayor en varones (1,4/1), posiblemente debido a que la maduración cerebral es más rápida en los niños que en las niñas, y en la raza negra. La frecuencia aumenta 2-3 veces si hubo antecedentes de convulsiones febriles en la familia del niño y aumenta 6-7 veces si fueron los hermanos los que las tuvieron.

## Patogenia
Las convulsiones en general obedecen a una descarga neuronal anormal en el sistema nervioso central con fenómenos paroxísticos ocasionales e involuntarios que pueden inducir alteraciones de la conciencia, movimientos anormales o fenómenos autonómicos tales como cianosis o bradicardia.
En las convulsiones de tipo febril aparecen eventos convulsivos que ocurren fundamentalmente entre el tercer mes de vida y los 5 años, edad de la mielinización neuronal, asociado a fiebre sin evidencias de causas neurológicas definidas. Se ha asociado un factor genético por herencia poligénica y multifactorial en el cromosoma 8q, 19p y 19q y probablemente el cromosoma 2q.

## Etiología
Las principales causas de una convulsión febril se asocian a infecciones virales como el virus sincitial respiratorio, el virus de la rubéola, el rotavirus con cuadros de gastroenteritis y el Influenzavirus A. También se han asociado infecciones bacterianas como la otitis media y eventos post-vacunación, en especial con la vacuna DPT y la vacuna triplevírica SPR. Sin embargo, el mecanismo causal aún se desconoce del todo. Se sabe que la fiebre es una condición necesaria para el trastorno, estrechamente relacionada con una determinada edad, es decir, una fase concreta del desarrollo del cerebro, así como la sorprendente predisposición familiar y una predisposición genética ligada. 

### Infección
Básicamente, las convulsiones febriles es un riesgo en cada infección fuera del sistema nervioso central. Se ha notado que las infecciones virales, especialmente por el herpesvirus humano tipo 6 en su tercer día de fiebre, causa convulsiones febriles mucho más frecuentemente que las enfermedades bacterianas. Esto sugiere que ciertas propiedades específicas de los patógenos o el curso natural de la enfermedad favorecen la aparición de convulsiones febriles. Asociados también a vacunación, especialmente la fiebre después de la vacunación contra la tos ferina y contra el sarampión, puede aparecer una fiebre acompañada convulsiones. Las vacunas no son la causa pero si el detonante de las primeras crisis en varios síndromes epilépticos de origen genético.

### Edad
Debido a la distribución por edades se describe una conexión entre la estructura cerebral de los niños en la edad correspondiente, pero no se sabe por qué no todos los niños febriles refieren convulsiones. También se desconoce las estructuras del cerebro responsables de las convulsiones a determinados grados de fiebre.

### Genética
La predisposición familiar supone la aparición de convulsiones febriles bajo grupos familiares y recibe el nombre convulsiones febriles familiares (del inglés familial febrile convulsions). En las familias con frecuencia de convulsiones febriles se describen seis locus, asociados con la aparición preferencial de convulsiones febriles, es decir, las secciones del cromosoma 8q13-q21 (FEB1), 19p (FEB2), 2q (FEB3), 5q (FEB4), 6q (FEB5) y 18p (FEB6). Para la incidencia en diversas familias con convulsiones febriles probablemente son varios los genes conjuntamente responsables. El modo de herencia no está totalmente comprendida. Los datos actuales parecen indicar que la mayoría de los familiares de convulsiones febriles una herencia autosómica dominante con penetrancia reducida. Descubrimientos recientes han asociado numerosos genes a las convulsiones, hoy día es posible realizar una secuenciación masiva en laboratorio para estudiar un gran número de epilepsias genéticas en una muestra de ADN. En las convulsiones con crisis complejas se recomienda estudio genético si no hay una causa localizada (deformación en el cerebro, lesión cerebral, etc.)

### Antecedentes neuro-fisiológicos
En virtud de los nuevos conocimientos, el receptor GABA-A subunidad γ2 sensible a la temperatura, puede causar que un aumento de la temperatura interrumpa la transmisión inhibitoria GABAnérgica. El GABA tiene un papel central en el cerebro y la atenuación de la inhibición. Por lo tanto, es fácil comprender que una hipertermia condicionada por el bloqueo de los receptores de estos sistemas transmisores produzca una tendencia general a la provocación de convulsiones.

## Cuadro clínico
Una convulsión febril suele ocurrir cuando existe un rápido aumento de la temperatura corporal a 39 °C o más y por lo general, las convulsiones ocurren en todo el cuerpo o generalizadas. Se comienza con una pérdida repentina de la conciencia, seguido por una contracción de los músculos de tipo rigidez tónica. Después de 10-30 segundos le continúa convulsiones clónicas o continuas. La fase tónica pueden faltar, y también las incautaciones de Atonen, cuando los músculos pierden su tensión y los niños se vuelven completamente flácidos. Una convulsión febril suele durar unos pocos minutos, hasta aproximadamente 10 minutos. Por lo general, la convulsión viene seguida por un período de somnolencia. 

### Convulsiones febriles simples
Una convulsión febril simple se presenta cuando en un niño se produce una convulsión generalizada, de menos de 15 minutos, y dentro de las 24 horas no se repite. Además, el niño no tuvo previamente una afectación neurológica y el episodio febril se origina fuera del sistema nervioso central. Los niños con convulsiones febriles simples no conllevan aumento de riesgo de epilepsias más adelante en su vida en comparación con sus contemporáneos que no han tenido convulsiones, a menos que haya antecedentes familiares positivos de epilepsia, una primera crisis febril antes de los 9 meses de edad, retraso en el desarrollo psicomotor o un trastorno neurológico preexistente. Se calcula que alrededor de 75 a 80 % de las convulsiones febriles son simples. Afortunadamente, las convulsiones febriles simples son inofensivas y no existe evidencia de que dichas convulsiones causen la muerte, lesiones cerebrales, epilepsia, retardo mental, disminución del cociente intelectual o problemas de aprendizaje.

### Convulsiones febriles complejas
Las convulsiones febriles complejas o atípicas es donde tiene una convulsión de duración superior a 15 minutos o convulsiones repetidas dentro de las 24 horas del primer episodio. Después de una convulsión febril complicada, el riesgo de epilepsia de repetición más adelante en la vida es un poco más elevado. Si las convulsiones se repitieran se comenzaría un tratamiento farmacológico y se debería investigar la causa. Existen epilepsias poco frecuentes como el síndrome de Dravet o la epilepsia en niñas Síndrome epiléptico en niñas con/sin retraso mental en el que la fiebre es un desencadenante importante de crisis, también existen las llamadas GEFS+ (convulsiones febriles plus), sin embargo la mayoría de las convulsiones febriles son benignas. 
Existen otras denominaciones para las convulsiones febriles complejas, como es: Convulsiones atípicas, Convulsiones en cadena o un término traducido de forma literal del inglés "convulsiones de racimo" o convulsiones en serie, este tipo de convulsiones ocurre cuando hay muchas convulsiones en un solo día. Puede darse en distintos tipos de epilepsia, pero son muy frecuentes en el síndrome de Dravet o la epilepsia en niñas Síndrome epiléptico en niñas con/sin retraso mental.

Por otro lado, si la convulsión no cesa se llama "status epilepticus" y entonces se trata de una emergencia médica, porque puede hacer peligrar la vida o dejar secuelas importantes 
. Se da cuando:
1. Crisis de más de 5 minutos de duración.
2. Dos o más convulsiones entre las cuales no hay recuperación neurológica o electroencefalográfica[12][13]

## Diagnóstico
La historia y antecedentes clínicos deben iniciar la sospecha de una convulsión febril. Las pruebas de laboratorio como un hemograma, velocidad de sedimentación globular y electrolitos séricos presentan una valoración del grado de la infección. En una crisis convulsiva con fiebre en pacientes menores de 12 meses debe considerar con firmeza una punción lumbar porque los signos y síntomas asociados con la meningitis pueden ser mínimos o ausentes en este grupo de edad. En niños con edades comprendidas entre 12 y 18 meses con signos meníngeos sutiles o sin signos meníngeos se debe considerar una punción lumbar. Mientras tanto, en niños mayores de 18 meses que han recibido tratamiento antibiótico previo, se debe considerar con firmeza una punción lumbar porque el tratamiento puede enmascarar los signos de una meningitis.Sin embargo las guías de la AAP American Academy of Pediatrics publicadas en 2011 subestiman la utilidad de la punción lumbar en mayores de 6 meses, en contextos de altas tasas de vacunación contra Neumococo y H. influenzae tipo B
Técnicas de imagen como la tomografía computarizada y la resonancia magnética, se utilizan en particular durante los signos clínicos de la encefalitis, o para excluir a abscesos, tumores cerebrales y malformaciones, y por lo tanto no están indicadas de forma rutinaria. Hay otras causas de la ocurrencia de una convulsión (hipoglucemia, intoxicación por minerales en el hogar) en el contexto de una enfermedad febril o por lo que deben ser excluidos y la causa de la fiebre debe ser determinada. Un estudio exhaustivo de la condición neurológica subyacente debería revelar anomalías del sistema nervioso. El electroencefalograma (EEG) no se indica para el diagnóstico de convulsiones febriles simples, pero debe tomarse en cuenta para niños con hallazgos atípicos.

## Tratamiento
Un 90% de todos los casos no complicados de convulsión febril se resuelven solo en cuestión de minutos, por lo tanto, se debe dejar al niño en el suelo o en su cama durante la convulsión sin intentar detener los movimientos convulsivos o darle cachetadas ni introducir nada en la boca. Se debe reducir al máximo la presencia de objetos con punta u objetos afilados del entorno inmediato de un niño con una convulsión febril, por el riesgo de lesiones. Como la convulsión se asocia a fiebre se indica intentar bajar la fiebre con antipiréticos como el acetaminofen, de preferencia por vía rectal si ya ha convulsionado, pues la vía oral conlleva altos riesgos si vuelve a convulsionar. El uso de paños frescos en la frente y el cuello o pasar una esponja con agua tibia suele ayudar a disminuir la hipertermia, mas no así los paños fríos. Las medidas generales también incluyen la hidratación del paciente, de preferencia con 2 cc/K cada día de solución glucosada al 5% y complejo B. 
El tratamiento de las convulsiones febriles agudas se basa en gran medida en el tratamiento de una crisis epiléptica. El diazepam está contraindicado en el recién nacido. El diazepam se indica a dosis de 0,3 mg/kg vía endovenosa puro y sin diluir o bien por vía rectal. Máximo 10 mg. Se repite a los 10 minutos a 0,4 mg/kg y transcurridos 10 minutos a 0,5 mg/kg con una velocidad de infusión de 1mg/min. Además del diazepam, también existen otros anticonvulsivos de acción corta como el clonazepam o el sedante midazolam.
Se debe observar la respiración del niño durante la convulsión, ya que una coloración azulada de la piel (cianosis) no es inusual. Incluso una reducción de frecuencia respiratoria por minuto no es poco frecuente y puede obtenerse de la observación, por lo general los mismos padres. Por lo tanto, es especialmente importante mantener la calma

## Pronóstico
Múltiples estudios han mostrado que las crisis febriles simples en su mayoría no generan consecuencias cognitivas, motoras o funcionales a largo plazo, el riesgo de desarrollar epilepsia en pacientes con convulsiones febriles es bajo.  El riesgo de recurrencia de las convulsiones febriles es mayor si la primera convulsión ocurre en los primeros 18 meses, si la convulsión aparece durante la primera hora de la fiebre, si hay familiares en primer grado con antecedente de crisis febriles o si la temperatura al momento de la convulsión fue menor a 40*C. Datos del estudio FEBSTAT  muestran que el riesgo de epilepsia o estatus epiléptico es mayor en pacientes quienes su primera convulsión febril llega a un estatus epiléptico. Otros estudios relacionan la presencia de convulsiones febriles con aparición de trastorno por déficit de atención e hiperactividad TADH . El riesgo de mortalidad para las convulsiones febriles simples es igual al de la población general.

## Prevención
Dado que la fiebre es un requisito previo para la aparición de convulsiones febriles, se deben crear medidas antipiréticas, incluido el paracetamol y el ibuprofeno, aunque no se ha demostrado que sean efectivas como medida preventiva. Los fármacos antipiréticos, por lo tanto, no se emplean para prevenir nuevos ataques, pero posiblemente estén relacionados con el alivio de la fiebre, síntomas generales como fatiga, pulso acelerado y la respiración acelerada.
Otra medida en la prevención de las convulsiones febriles consiste en la administración oral o rectal de diazepam mientras dure el proceso febril. Su eficacia para la prevención de la aparición de una convulsión febril es controvertida, pero hay un consenso general de que probablemente sea eficaz. Los efectos secundarios pueden ser apenas perceptibles, pero muy pronunciados: fatiga, mareos, trastornos del equilibrio, incluida la confusión y excitabilidad leve, por lo que se debe sopesar el beneficio potencial de prevenir una convulsión febril, ya que estas tienen un carácter benigno. Actualmente la profilaxis universal de todo los pacientes que hayan padecido una convulsión febril, reservándose casos seleccionados: menores de 12 meses, crisis febriles complejas de repetición, antecedentes familiares de epilepsias importantes, trastorno neurológico previo o ansiedad de los padres importante que altere la dinámica familiar. Una desventaja de la administración profiláctica de diazepam durante los episodios febriles consiste en que puede enmascarar un proceso neurológico subyacente.
El uso diario y prolongado de anticonvulsivos orales, tales como fenobarbital o valproato, para prevenir las convulsiones por fiebre no está recomendado debido a los efectos secundarios potenciales y porque su efectividad en prevenir tales convulsiones es discutible.